# Landebaeron
Landebaeron (en francès Landebaëron) és un municipi bretó situat al departament francès de les Costes d'Armor.

## Demografia
| 1962                                       | 1968 | 1975 | 1982 | 1990 | 1999 |
| ------------------------------------------ | ---- | ---- | ---- | ---- | ---- |
| 253                                        | 299  | 231  | 211  | 183  | 186  |
| Des de 1962: població sense dobles comptes |      |      |      |      |      |

## Administració
| Període | Identitat      | Partit |
| ------- | -------------- | ------ |
| 2001-   | Daniel Cloarec |        |